# Zygmunt Śmigiel
Zygmunt Śmigiel (ur. 21 lutego 1911, zm. 30 sierpnia 1990) – polski żużlowiec.

## Życiorys
Zygmunt Śmigiel był z zawodu fryzjerem, zakład prowadził w Bydgoszczy, przy ulicy Nakielskiej. W sierpniu 1939 r., na kilka dni przed wybuchem II wojny światowej, zakupił motocykl Rudge Ulster o pojemności 250 ccm. Motocykl był uszkodzony i został naprawiony dopiero po zakończeniu wojny, w 1945 roku. W kolejnych dwóch latach Zygmunt Śmigiel uczestniczył w rajdach turystycznych oraz wyścigach ulicznych. W 1947 r. zdobył tytuł motocyklowego indywidualnego mistrza Polski w klasie 250 ccm, zdobywając najwięcej punktów w kilku turniejach eliminacyjnych, rozegranych w różnych miastach. 
W 1948 r. zaczęto wprowadzać pierwsze regulaminy, utworzono rozgrywki ligowe oraz zlikwidowano podział na klasy, co spowodowało, że Zygmunt Śmigiel postanowił zakończyć karierę sportową i poświęcić się pracy mistrza fryzjerskiego oraz własnej rodzinie. Nadal jednak czynnie uczestniczył w rozwijającej się sekcji motocyklowej w Polonii Bydgoszcz oraz brał udział w rajdach oraz wycieczkach turystycznych. Był "polonistą" aż do rozwiązania klubu w lutym 1949 roku.
W historii bydgoskiego żużla zapisał się zatem bardzo krótkim epizodem, jako drugi – po Janie Witkowskim – motocyklowy Mistrz Polski.